# Aéroport international de Birmingham-Shuttlesworth
L'aéroport international de Birmingham–Shuttlesworth (Code IATA : BHM), anciennement connu sous les noms de Birmingham Municipal Airport puis Birmingham International Airport, est un aéroport civil et militaire desservant la ville de Birmingham, en Alabama. Il assure également des vols réguliers pour les zones métropolitaines de Birmingham et de Tuscaloosa. Il est situé dans le comté de Jefferson, à environ 8 kilomètres au nord-est du centre-ville de Birmingham, près de l’échangeur des autoroutes 20 et 59.
En 2024, l’aéroport a accueilli 3 243 023 passagers, ce qui en fait le plus grand et le plus fréquenté de l’État de l’Alabama en termes de volume de passagers. La piste principale, longue de 12 007 pieds (3 659,7336 m), permet d’accueillir tous types d’appareils. La piste secondaire mesure 7 099 pieds (2 163,7752 m). Un système d’atterrissage aux instruments (ILS) de catégorie II permet les opérations par faible visibilité, jusqu’à un quart de mile.
L’aéroport a été renommé en juillet 2008 en l’honneur du Révérend Fred Shuttlesworth, président fondateur du Alabama Christian Movement for Human Rights et figure de proue de la campagne de Birmingham durant le mouvement américain des droits civiques.
Bien qu’il porte la désignation d’aéroport international et dispose d’un poste de douane américain (U.S. Customs and Border Protection) sur place, aucun vol international régulier n’est assuré depuis mars 2020. Par le passé, des liaisons saisonnières ont été proposées vers les Bahamas, le Canada et le Mexique. L’opérateur d’ambulance aérienne AirMed International effectue néanmoins régulièrement des vols à l’échelle mondiale, tout comme certains vols d’affaires internationaux.
Le Southern Museum of Flight est actuellement situé sur un terrain appartenant à l’autorité aéroportuaire, à l’est de la piste nord-sud. Il est prévu que le musée soit déplacé vers un nouveau site près du Barber Motorsports Park.

## Histoire
Le service aérien commercial à destination de Birmingham a débuté en 1928 avec la compagnie St. Tammy and Gulf Coast Airways, à l’aérodrome de Roberts Field situé à l’ouest de Birmingham, sur une ligne reliant Atlanta (Géorgie) à La Nouvelle-Orléans (Louisiane). La compagnie Delta Air Service a commencé ses opérations à Birmingham à la fin de l’année 1929, avec des avions Travel Air de six places sur une ligne reliant Love Field à Dallas (Texas) à Birmingham. Lorsque American Airways (devenue American Airlines) a lancé sa ligne entre Atlanta et Fort Worth (Texas), Birmingham n’a pas été incluse car leurs avions Ford Tri-Motor ne pouvaient pas atterrir à Roberts Field. Cela a conduit à la construction de l’actuel aéroport international de Birmingham–Shuttlesworth.
L’aéroport a ouvert ses portes le 31 mai 1931 avec un terminal blanc de style géorgien à deux étages et une seule piste orientée est-ouest. Ce terminal se trouvait juste à l’est des complexes inaugurés en 1962 et 1971,. Il ne reste aucune trace visible du terminal ou de l’aménagement paysager de 1931. Avec l’arrivée d’American Airlines en 1931 et d’Eastern Airlines en 1934, le trafic aérien a augmenté au point de justifier la construction d’une seconde piste.
Pendant la Seconde Guerre mondiale, l’aéroport a été loué pour 1 dollar par an à l’United States Army Air Forces afin de soutenir la défense nationale. Le site, alors nommé Birmingham Army Airfield, dépendait de la Third Air Force et servait de base pour les unités de chasse, notamment exploitée par la 310th Army Air Force Base Unit. L’Armée de l’air a considérablement amélioré les infrastructures de l’aéroport avec l’acquisition de terrains, l’aménagement de nouvelles voies de circulation, la construction d’une tour de contrôle et d’un centre de modification d’aéronefs au sud du terminal. Ce centre est désormais exploité par Stewart Industries pour le démantèlement et l’élimination d’avions,.

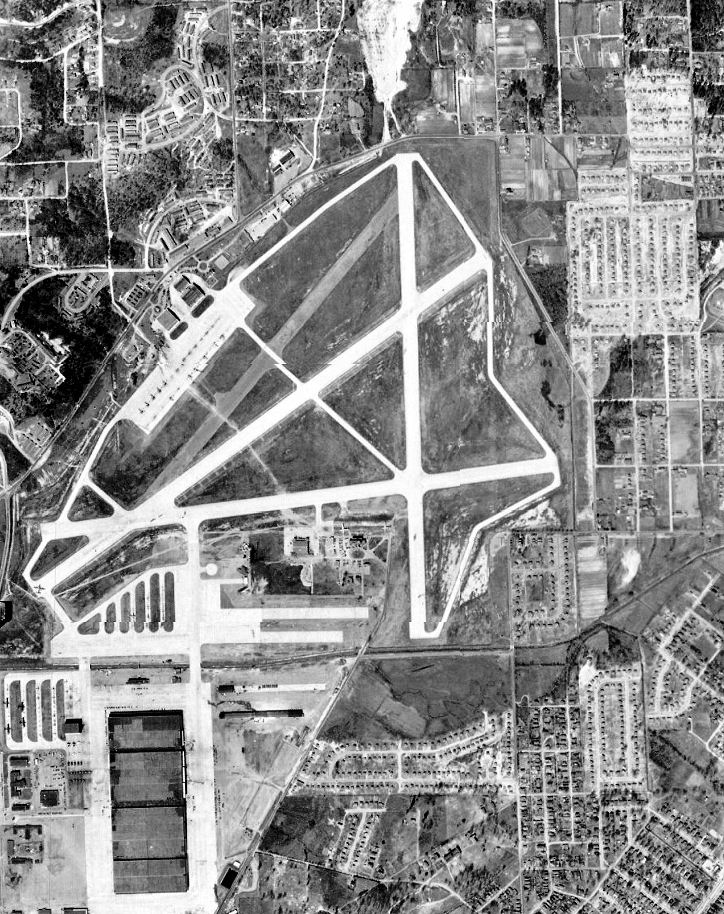
Photographie aérienne de l'aéroport de Birmingham, mars 1951.

Vers les années 1940, Birmingham était envisagée comme un possible centre de transport aérien pour le Sud profond. Cependant, Delta Air Lines, Eastern Air Lines et le United States Postal Service ont tous préféré utiliser l’aéroport d’Atlanta à cette fin. Parmi les facteurs ayant influencé cette décision figuraient une taxe sur le carburant d’aviation imposée par la ville de Birmingham dans les années 1940, la localisation de Birmingham dans le fuseau horaire central (la désavantageant pour le trafic entre les villes de la côte Est), ainsi qu’une campagne de vente et de marketing particulièrement efficace de la ville d’Atlanta, menée sous le maire William Hartsfield.
Après que l'aéroport est revenu sous contrôle municipal en août 1948, Southern Airways a lancé ses services. En mars 1951, quatre pistes étaient en service : les pistes 5/23 (actuellement 6/24) et 18/36, ainsi que deux autres pistes orientées approximativement à 45/225 degrés (au nord de la 5/23) et 85/265 degrés (principalement au sud de la 5/23). Les longueurs de piste allaient de 4 000 pieds (1 219,2 m) à 5 500 pieds (1 676,4 m). La piste orientée à 45/225 degrés est aujourd’hui en grande partie supprimée, bien qu’une portion pavée subsiste en travers de la voie de circulation F, près des installations de la Garde nationale aérienne de l'Alabama, et soit utilisée pour l’équipement de l’aéroport ainsi que pour les hélicoptères. La piste 85/265 a également été en grande partie supprimée ; les segments restants constituent aujourd’hui les voies de circulation A5 et une partie de la voie F à l’est de la piste 18/36,.
En 1959, la piste 5/23 mesurait 10 000 pieds (3 048 m), et la compagnie Capital Airlines a commencé à desservir Birmingham avec des avions Vickers Viscount. Les premiers jets réguliers furent les Convair 880 de Delta en octobre 1961, sur la ligne ATL-BHM-MSY-LAX aller-retour. Birmingham proposait alors des vols directs vers Newark et Washington DC, mais aucun au-delà de Charlotte, Memphis et La Nouvelle-Orléans, et aucun vol direct vers la Floride. À la fin des années 1960, des Douglas DC-8, Douglas DC-9, Convair 880 et Boeing 727 étaient tous programmés pour desservir BHM.
Lors de l’invasion de la baie des Cochons en 1961, des pilotes et des équipages de la Garde nationale aérienne de l'Alabama du 117e escadron de reconnaissance tactique, basé à Birmingham, furent sélectionnés pour entraîner au Nicaragua des pilotes exilés cubains à piloter des Douglas B-26 Invader pour des missions d’appui aérien rapproché. Bien que le 117e volait alors sur des RF-84F Thunderflash, il venait à peine de retirer ses RB-26C Invader, ce qui en faisait la dernière escadre de l’U.S. Air Force à les utiliser. Le 117e fut donc considéré comme le choix logique pour cette mission secrète de la CIA. Sept de ces aviateurs volontaires participèrent aux opérations de combat le dernier jour de l’invasion, le 19 août 1961. Les natifs de Birmingham Leo Baker, Wade Gray, Riley Shamburger et Thomas "Pete" Ray furent tués lorsque leurs deux avions furent abattus. Bien que l’implication américaine ait été soupçonnée dès le début, le corps congelé de Ray fut conservé comme preuve concrète du soutien des États-Unis.

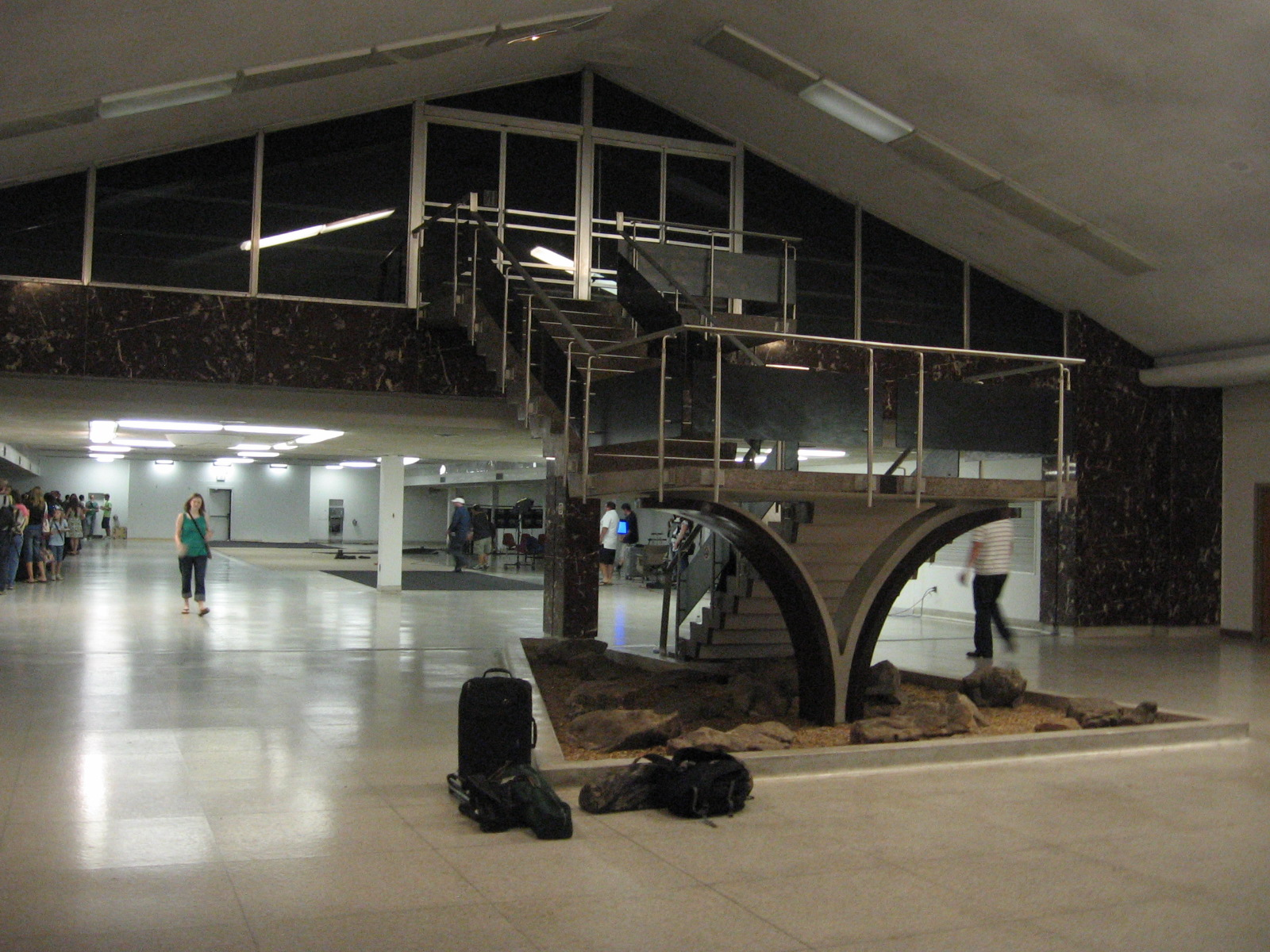
Le hall du terminal aérien de Birmingham (1962) vu depuis les portes d’entrée. La zone d’enregistrement est à l’arrière-plan et l’escalier menait à la zone d’embarquement. Le terminal a été démoli pour permettre l’agrandissement de 2011.

La croissance continue du trafic passager mena en 1962 à la construction d’un second terminal passagers et d’une nouvelle tour de contrôle aérien, à l’ouest du terminal original de 1931. Ce complexe fut inauguré le 11 février 1962 comme le « Terminal aérien de Birmingham ». Charles H. McCauley Associates fut l’architecte superviseur, et Radar & Associates en réalisa la conception. Il s’agissait d’un bâtiment de plain-pied constitué de travées répétées avec des toits en pente raide, flanquant une travée centrale plus large et plus haute à l’extrémité sud, dédiée à l’enregistrement. Une section nord, à toit plat, abritait les portes d’embarquement au niveau du sol,. La tour de contrôle aérien, achevée en 1962 et située immédiatement au sud-ouest du terminal, mesurait 87 pieds (26,5176 m) de haut. Elle fut démolie en 2004 après avoir été remplacée par une nouvelle tour en 2001. Ce terminal a été démoli pour faire place à l’agrandissement du terminal en 2011 ; l’ancien bâtiment de 1962 se trouvait dans la zone aujourd’hui occupée par l’aire de trafic pour la porte A1.
En 1973, un terminal semi-circulaire fut construit à l’ouest du terminal de 1962 et de la tour de contrôle. Il comportait 15 portes d’embarquement et un parking de 1 600 places. Allegheny Airlines (plus tard US Airways) lança des vols entre Birmingham et Pittsburgh, Pennsylvanie à la fin des années 1970. La déréglementation de l’industrie aérienne permit l’arrivée de nouvelles compagnies sur le marché de Birmingham, telles que Comair, Florida Express, People Express, Air New Orleans, L'Express Airlines et Southwest Airlines. La ville tenta sans succès de convaincre Piedmont Airlines d’y établir une plateforme de correspondance dans les années 1980. American Airlines envisagea aussi Birmingham comme site potentiel pour un nouveau hub nord-sud à la même époque, mais choisit finalement Nashville et Raleigh-Durham à la place.
Le terminal original de 1931 fut finalement démoli entre 1970 et 1992,. Avec l’introduction de vols vers le Canada et le Mexique, le nom officiel de l’aéroport fut changé pour « Aéroport international de Birmingham » le 20 octobre 1993. Également en 1993, un projet de rénovation du terminal fut achevé pour un coût de 50,4 millions de dollars.
Au début des années 1990, la piste 18/36 fut allongée à 7 100 pieds (2 164,08 m), permettant l’utilisation par des avions à réaction. Au début des années 2000, Birmingham avait complété l’aménagement des zones de fret aérien, y compris une nouvelle installation à l’extrémité ouest de la piste 6/24, accueillant FedEx et United Parcel Service. Une nouvelle tour de contrôle de la FAA, haute de 198 pieds (60,3504 m), située au sud du parc de stationnement principal, entra en service à l’été 2001. L’ancienne tour de 1962, peinte en bleu et blanc, fut démolie en 2004. En 2006, l’aéroport international de Birmingham célébra son 75e anniversaire. En juillet 2007, une extension vers l’est de 2 000 pieds (609,6 m) de la piste 6/24 fut achevée. Désormais longue de 12 007 pieds (3 659,7336 m), la piste 6/24 peut accueillir un Boeing 747 à pleine charge pour l’atterrissage ou le décollage,.
Le 23 juin 2008, le maire de Birmingham Larry Langford annonça son projet de renommer l’aéroport en l’honneur du militant des droits civiques Fred Shuttlesworth. Le 16 juillet 2008, le maire Langford et l’Autorité aéroportuaire de Birmingham votèrent pour changer le nom en « Aéroport international Birmingham–Shuttlesworth ». Le changement de nom coûta environ 300 000 dollars. Le changement fut approuvé par la FAA, et la nouvelle signalisation fut installée le 3 avril 2009.
En 2011, l’aéroport international Birmingham–Shuttlesworth lança un grand projet de modernisation du terminal. Réalisé en plusieurs phases sur trois ans, le projet conserva et rénova en profondeur le terminal de 1973 côté ville, démolit le terminal de 1962 et les concourses et portes côté pistes construits en 1973 (certaines parties de la structure du Concourse C de 1973 furent réutilisées), et construisit de nouvelles installations côté pistes, avec 19 portes équipées de passerelles télescopiques. Achevés en 2014, les travaux donnèrent lieu à un nouveau terminal spacieux qui doubla presque la surface de l’aéroport, avec un impact minimal sur la communauté et l’environnement.
Durant la pandémie de COVID-19 en 2020, Delta Air Lines stocka plusieurs de ses avions gros-porteurs ainsi que de nombreux appareils de taille moyenne à Birmingham en raison de la baisse de la demande mondiale de voyages.

## Installations
L’aéroport international Birmingham–Shuttlesworth couvre une superficie de 2 170 acres (878,16784314 ha) (878 ha) à une altitude de 650 pieds (198,12 m) au-dessus du niveau moyen de la mer. Il dispose de deux pistes en asphalte : la 6/24 mesure 12 007 pieds (3 659,7336 m) sur 150 pieds (46 mètres) et la 18/36 mesure 7 099 pieds (2 163,7752 m) sur 150 pieds,.
Atlantic Aviation exploite deux installations d’aviation générale de type FBO (Fixed-Base Operator), et de nombreux hangars d’entreprise se trouvent au nord de la piste 6/24 et à l’est de la piste 18/36. AirMed International, une entreprise d’ambulance aérienne à voilure fixe, y exploite son principal hub. Un grand complexe de maintenance et de modification d’aéronefs se trouve au sud de l’aéroport. Il a été initialement construit pendant la Seconde Guerre mondiale, puis agrandi. Bien que peu d’activité y ait lieu aujourd’hui, le site occupe environ 180 acres (72,84341556 ha) de terrain et offre une surface couverte de 1,7 million de pieds carrés. Il comprend 10 baies traversantes pouvant accueillir jusqu’à 54 avions de la taille d’un Boeing 737 sous abri.
Pour l’année se terminant le 30 novembre 2023, l’aéroport a enregistré 98 681 mouvements d’aéronefs, soit une moyenne de 270 mouvements par jour. Les mouvements d’aéronefs itinérants se répartissaient comme suit : 41 % aviation générale, 35 % vols commerciaux réguliers, 17 % taxi aérien et 8 % aviation militaire. Un total de 230 aéronefs étaient alors basés sur cet aéroport.

### Avions commerciaux

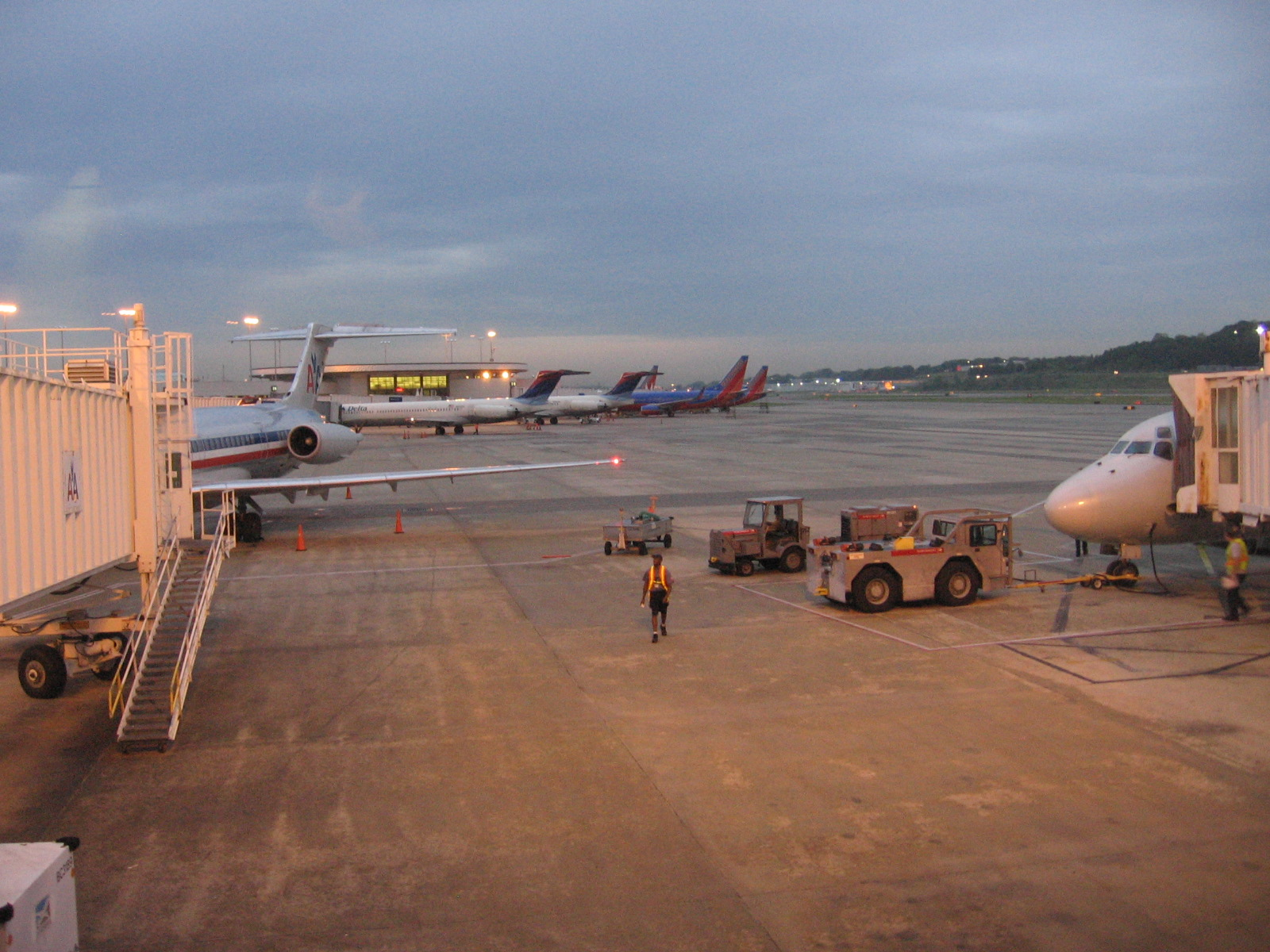
Sept avions monocouloirs au départ de l’aéroport international de Birmingham en mai 2008.

En septembre 2020, le trafic commercial passager typique comprenait des Boeing 737, Boeing 717, Embraer 170, Embraer 145, CRJ 900, CRJ700, CRJ550 et CRJ 200, avec environ 128 décollages ou atterrissages quotidiens.
Actuellement, Delta Airlines exploite les Boeing 737 et 717 à destination de BHM. Southwest utilise uniquement des Boeing 737 pour tous ses vols. United Express (GoJet Airlines, Mesa Airlines, SkyWest Airlines, Republic Airways) opère avec les Embraer 170/175, Embraer 140/145, ainsi que le CRJ-550. American Eagle (PSA Airlines, Envoy Air, Mesa Airlines et SkyWest Airlines) utilise les ERJ145, ERJ175 et les CRJ700/900. Récemment, American Airlines a également proposé des vols sur Airbus A320 vers son hub de Dallas/Fort Worth.
La famille CRJ700/900 est l’appareil régional le plus fréquent, utilisée par American Eagle, Delta Connection et United Express. Les CRJ200 et ERJ145 occupent la deuxième place en termes de fréquence, utilisés par les compagnies précitées ainsi qu’American Eagle. Southern Airways Express proposait auparavant des vols nolisés à la demande vers certaines villes avec des Cessna 208 Caravan, qui étaient les seuls avions à turbopropulseurs à assurer un service passager régulier à BHM. Mountain Air Cargo assure également des vols quotidiens vers Memphis avec des ATR-72 pour le compte de FedEx Express. FedEx utilise le Boeing 757-200, tandis que UPS exploite ses Boeing 767-300F ainsi que des Airbus A300-600F ; ces appareils sont les seuls gros porteurs à utiliser régulièrement l’aéroport.
De nombreux autres types d’avions sont utilisés pour des vols charter fréquents. L’aéroport international Birmingham–Shuttlesworth est également un aéroport de déroutement principal pour l’aéroport international Hartsfield–Jackson d’Atlanta grâce à sa piste de 12 007 pieds (3 659,7336 m), ce qui permet la venue ponctuelle de visiteurs uniques.

### Aviation militaire
La base de la Garde nationale aérienne de Sumpter Smith est située sur le site de l’aéroport. Elle s’étend sur environ 59 hectares (147 acres) et comprend les installations essentielles au soutien des missions du 117th Air Refueling Wing (117 ARW), une unité de la Garde nationale aérienne de l'Alabama placée sous le commandement opérationnel de l’Air Mobility Command (AMC), ainsi que de ses avions ravitailleurs KC-135 Stratotanker.
Le 117 ARW occupe 101 bâtiments comprenant des bureaux, des structures de soutien opérationnel, des hangars de maintenance, un dépôt et une station de ravitaillement en carburant, un hôpital d’évacuation conjoint de l’armée et de l’armée de l’air, ainsi que des services de sécurité, d’incendie, de défense de la base et de commandement fonctionnant 24 heures sur 24. L’unité dispose de neuf KC-135R Stratotankers répartis entre deux escadrons : le 106e Escadron de ravitaillement en vol (ANG) et le 99e Escadron de ravitaillement en vol (USAF). Elle compte plus de 300 membres à temps plein (personnel militaire et civil), et plus de 1 300 personnes lors des week-ends d’entraînement (Unit Training Assembly) ou en période d’activation.
La Garde nationale de l’armée de l’Alabama (AL ARNG) et la Réserve de l’armée des États-Unis (USAR) disposent également d’installations sur la base. Le centre de soutien à l’aviation n°2 de l’armée de l’Alabama abrite des hangars et des installations de maintenance pour les compagnies du 1er bataillon du 169e régiment d’aviation, opérant des hélicoptères CH-47D Chinook et UH-72A Lakota. Les bâtiments 1 et 2 du centre de réserve des forces armées accueillent l’hôpital d’évacuation 109, le 1er bataillon du 20e groupe des forces spéciales, ainsi qu’un détachement de la 450e compagnie de police militaire (USAR). L’atelier de maintenance FMS-11 de l’AL ARNG est également situé sur la base.

## Terminal et halls

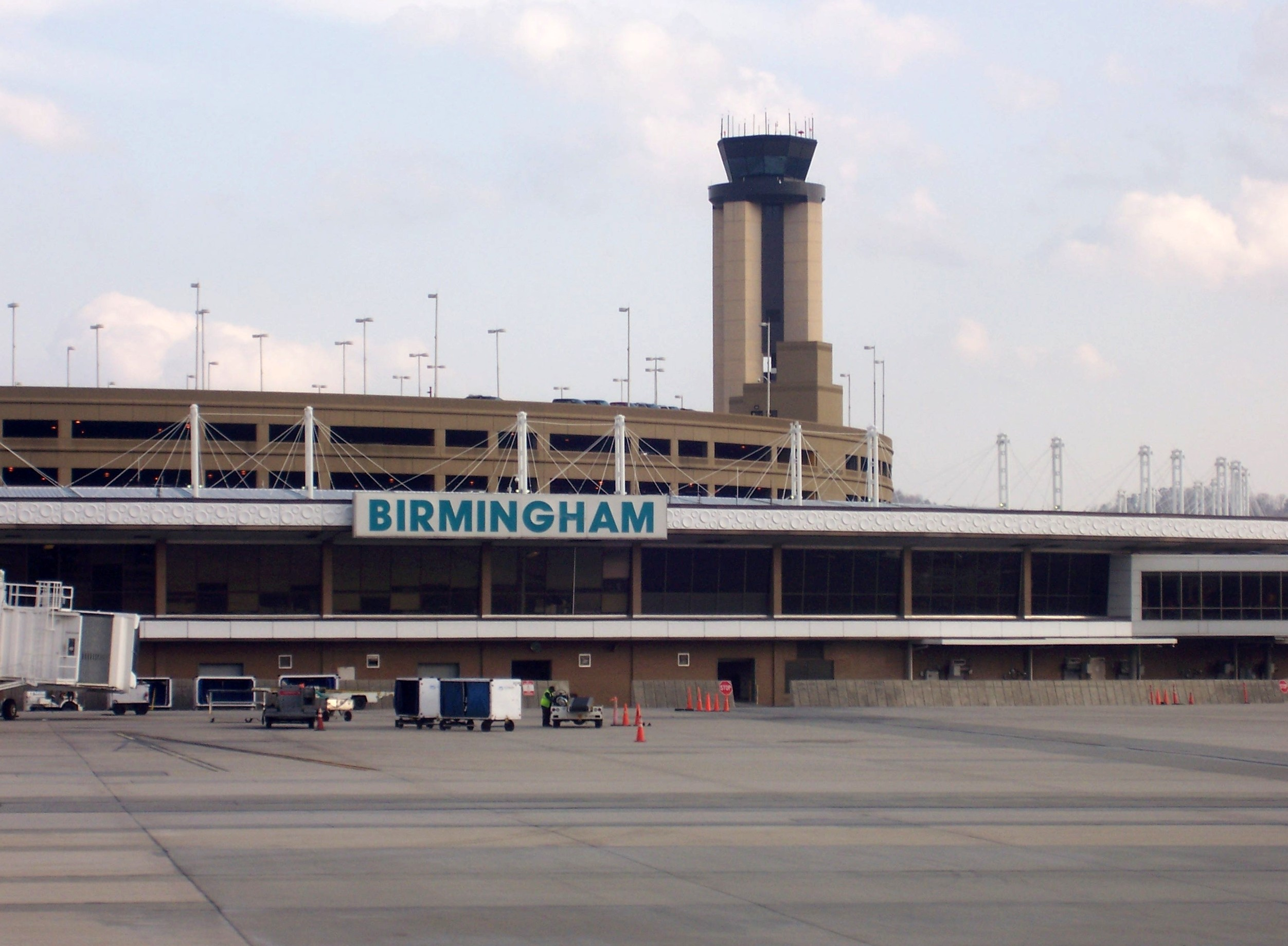
Terminal de l’aéroport, tour de contrôle et parking le 14 mars 2008.

L’aéroport de Birmingham (BHM) dispose d'un bâtiment terminal avec trois halls, qui ont ouvert respectivement le 13 mars 2013 (Halls A et B) et le 14 août 2014 (Hall C). Le terminal côté terre (avant le seuil de sécurité) comprend deux niveaux. Le niveau supérieur abrite les installations de billetterie et d’enregistrement, un centre d’affaires et une grande salle polyvalente. Le niveau inférieur comprend les installations de récupération des bagages, les bureaux des compagnies aériennes, les bureaux des opérations de l’aéroport et des salles de réunion disponibles à l’usage. L’aéroport possède sa propre force de police, avec des bureaux situés au niveau inférieur du terminal. Des distributeurs automatiques et des guichets automatiques (ATM) sont disponibles sur les deux niveaux, avant le contrôle de sécurité.
Le hall A faisait référence à l’ancien terminal de 1962, qui était toujours utilisé comme espace de bureau jusqu’à sa fermeture en 2011. L’ancien Hall B a été fermé en juin 2011 et démoli avec le terminal A dans le cadre de la première phase du projet de modernisation du terminal, afin de permettre l’ouverture de deux nouveaux halls, A et B, le 13 mars 2013. Le Hall C a été fermé le 13 mars 2013 après l’achèvement des halls A et B. Le Hall C n’a pas été démoli, mais a été complètement vidé et modifié structurellement, supprimant la rotonde à l'extrémité de l'ancien hall et transformant la structure en un rectangle de la même largeur d'un bout à l'autre. Il a ensuite subi une rénovation intensive, couvrant tous les aspects du hall, aboutissant à son ouverture aux vols le 14 août 2014.
Une installation de location de voitures est située dans un annexe au rez-de-chaussée du parking. Huit sociétés de location de voitures y sont présentes. L’aéroport propose un parking à plusieurs niveaux avec plus de 5000 places disponibles pour le stationnement horaire et journalier. Un parking éloigné est disponible pour le stationnement à long terme, avec plus de 700 places. Une navette circule entre le terminal et le parking éloigné en continu toute la journée. Un parking d'attente pour les téléphones cellulaires est également disponible gratuitement, avec un affichage numérique des vols pour les personnes attendant les passagers arrivants.
À partir de décembre 2015, la Birmingham-Jefferson County Transit Authority a introduit deux nouvelles lignes de navettes express depuis les hôtels du centre-ville de Birmingham directement vers le terminal. Les navettes circulent toutes les heures du lundi au samedi, avec un tarif de 5 $.

### Halls
Une cérémonie de coupe du ruban pour le nouveau Hall A et le Hall B a eu lieu le 26 février 2013. Le nouveau terminal a officiellement ouvert ses portes aux voyageurs le 13 mars 2013. Le nouveau Hall C a été achevé avec la deuxième moitié du bâtiment principal du terminal et de la zone de récupération des bagages, lors de l'achèvement de la deuxième et dernière phase du projet de modernisation du terminal. Une cérémonie de coupe du ruban pour le Hall C et la complétion de la phase 2 a eu lieu le 11 août 2014, et le Hall C a officiellement ouvert pour les vols d'arrivée et de départ le 14 août 2014.
Le Hall A, qui a ouvert le 13 mars 2013, comprend huit portes : A1–A8. Il est utilisé par Delta, Spirit et American. Il contient également des installations des douanes et de l'immigration américaines capables de traiter les avions internationaux arrivant. Pour les arrivées internationales, une partition est fermée, redirigeant les passagers descendant de l'avion vers un corridor séparé menant à la salle des douanes. Après avoir été traités, les passagers passent par des portes à sens unique pour accéder à la salle principale d'arrivée.
Le Hall B, qui a ouvert le 13 mars 2013, comprend cinq portes : B1–B5. Il est utilisé par American. Le Hall C, qui a ouvert le 14 août 2014, comprend six portes : C1–C6. Il est utilisé par Southwest et United. L'ancien Hall B comprenait six portes, B1-B6. Avant sa fermeture et sa démolition, le Hall B était utilisé par Northwest/Northwest Airlink, American/American Eagle, Continental/Continental Express et US Airways Express. Northwest a déménagé dans le Hall C en mai 2009 et a été fusionné avec Delta un an plus tard. American Airlines a déménagé dans le Hall C le 10 juin 2011 ; tandis que US Airways et Continental ont déménagé dans le Hall C le 24 juin 2011. Le Hall B a été fermé et démoli en août 2011 pour faire place à la construction des futurs halls A et B.
L'ancien Hall C comprenait 13 portes, C1–C14. C'était le seul hall de l'aéroport en opération et utilisé pendant la première phase du projet de modernisation du terminal. Par conséquent, tous les services commerciaux et charters utilisaient ce hall. Le Hall C a été fermé lorsque les nouveaux halls A et B ont ouvert leurs portes le 13 mars 2013.

### Architecture
Le terminal de 1974 a été construit dans le style international de l'architecture, populaire pour les bâtiments commerciaux et institutionnels américains des années 1950 à la fin des années 1970. Il se compose d'un terminal unique et courbé avec des halls rayonnant vers l'extérieur. De grandes fenêtres en verre plat du sol au plafond forment des murs-rideaux au niveau des départs du terminal, avec des bandes horizontales de panneaux architecturaux blancs répétitifs au-dessus et en dessous. Un léger écart par rapport au style international typique, la bande supérieure de panneaux était décorée de cercles en relief de quatre tailles, deux cercles par taille par panneau. Le toit est plat sur le terminal et les halls ; une série de colonnes en acier peintes en blanc avec des câbles de maintien pour l'auvent du terminal projettent du toit. Un deck d'observation, habillé de blanc et fermé, dépassait de la face du terminal côté aéroport à un angle aigu entre les anciens halls B et C. Côté aéroport, un grand panneau horizontal blanc avec des lettres teal identifiait la ville comme Birmingham.

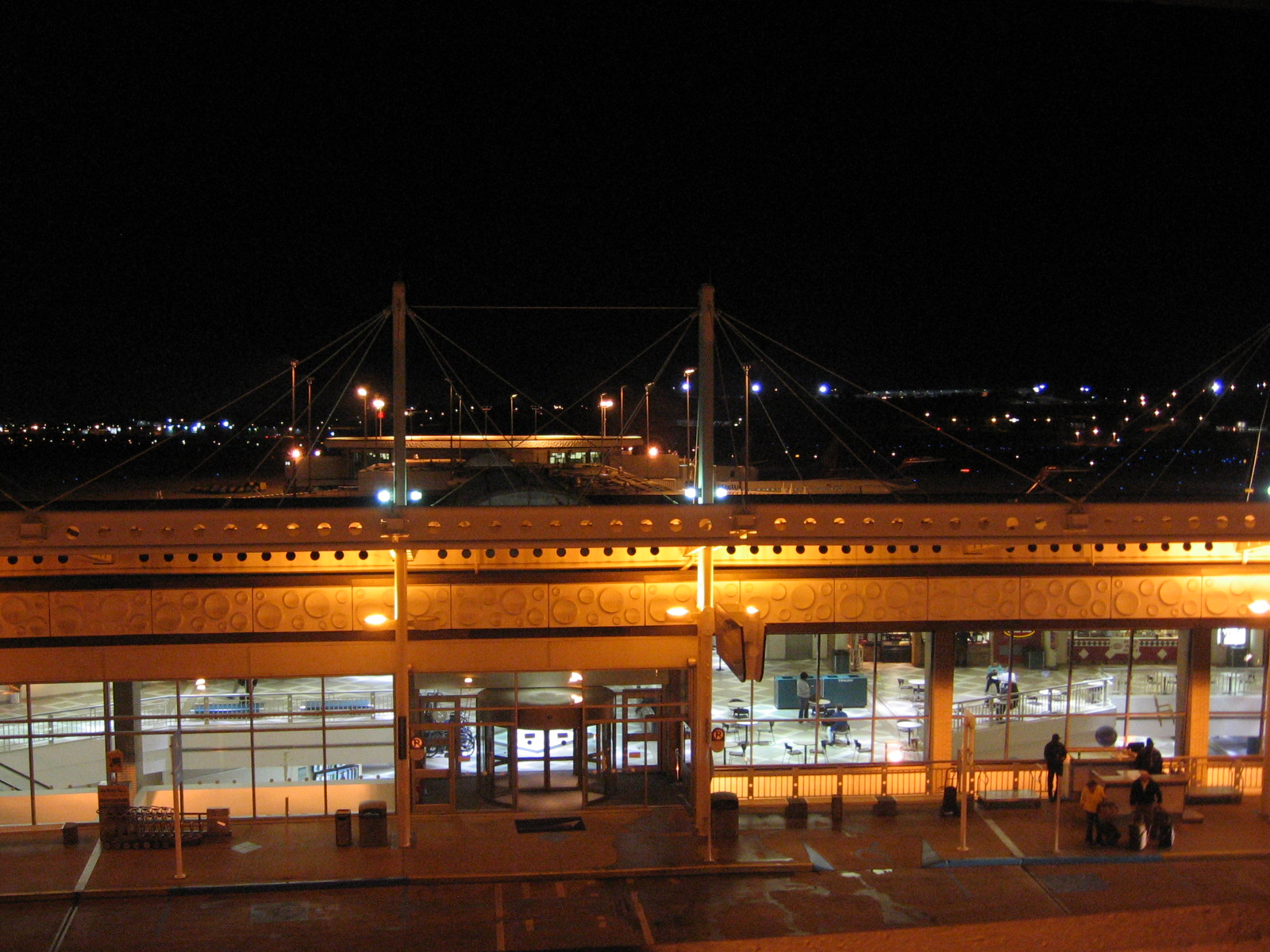
Le terminal de l'aéroport Birmingham–Shuttlesworth International et l'ancien Hall C la nuit, vu depuis le parking.

À l'extérieur, les halls C et B avant leur reconstruction étaient radicalement différents de la structure du terminal, consistant en des rayons radiaux droits recouverts de panneaux blancs. Le Hall C comprenait une extrémité circulaire évoquant l'apparence du terminal, tandis que le Hall B se terminait par un mur plat. Les murs des halls avaient relativement peu de fenêtres, généralement dans les zones d'attente et de restauration. La présence de plusieurs magasins, toilettes et zones de service réduisait le besoin de fenêtres dans les halls. Les passerelles étaient utilisées pour la majorité des portes et des avions, bien que Delta Connection et United Express utilisaient des escaliers menant à la piste pour embarquer les passagers sur des jets régionaux (actuellement tous les vols dans les nouveaux halls utilisent des passerelles). Les portes et services aux passagers se trouvent au deuxième étage, avec la gestion des bagages côté aéroport et le service des avions au niveau du sol.

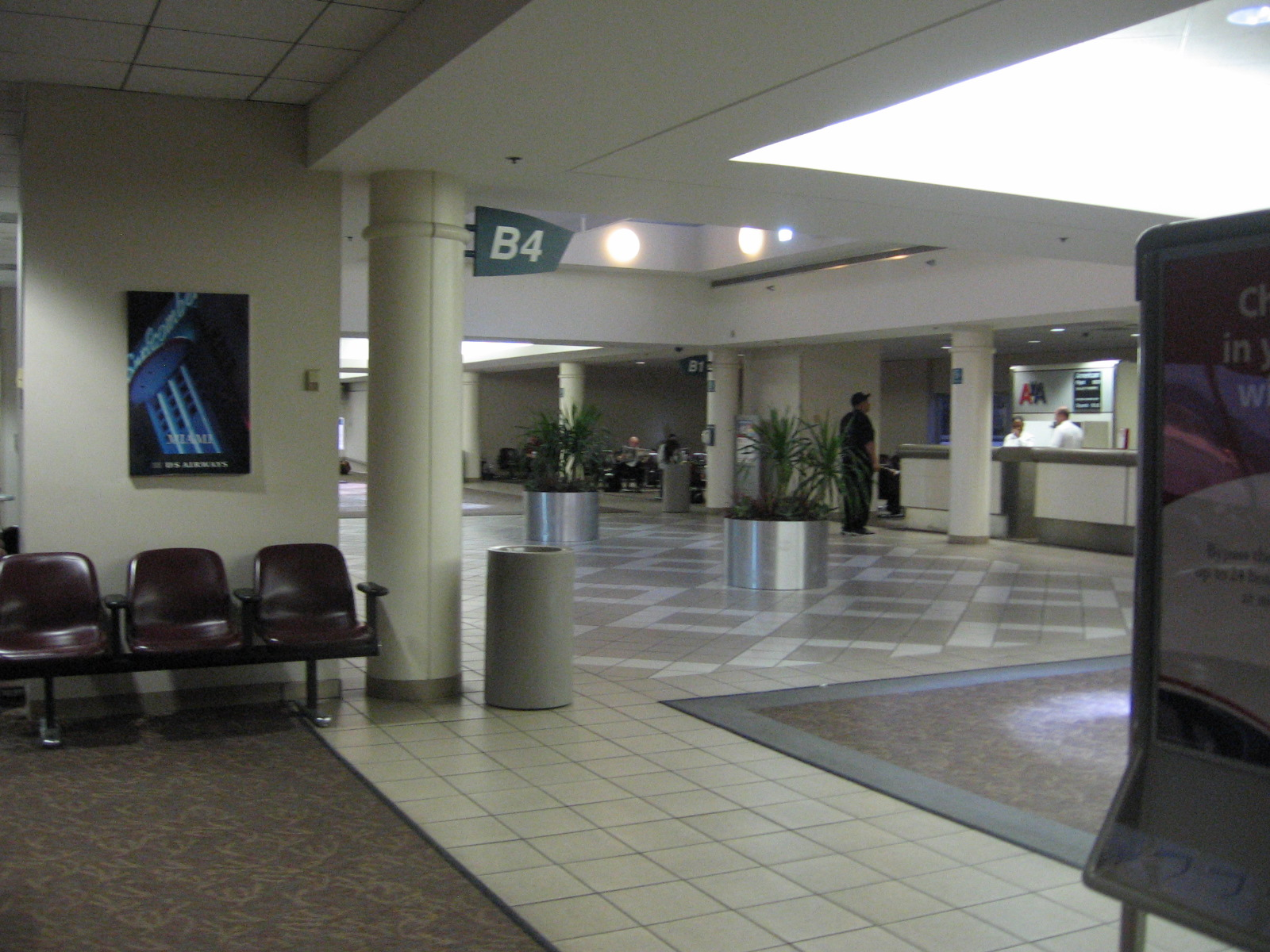
Vue intérieure de l'ancien Hall B, qui a été démoli pour faire place aux nouveaux Halls A et B.

L'intérieur du terminal a été rénové au début des années 1990 et terminé en 1993 pour un coût de 50,4 millions de dollars. Cette rénovation comprenait de nouveaux revêtements de sol, de l'éclairage, des revêtements muraux, des espaces publics rénovés et de l'art public. Le sol était un mélange de moquette et de grands carreaux, les carreaux étant principalement utilisés dans les espaces du terminal très fréquentés, les zones de restauration et les toilettes. De nombreux pots de fleurs étaient placés dans les couloirs.
Le nouveau terminal et les halls achevés dans les années 2010 présentent des espaces ouverts et des lignes épurées. Il y a une abondance de lumière naturelle grâce aux fenêtres du sol au plafond et aux grands puits de lumière. Des couleurs neutres accentuées de bleu doux et de chrome sont présentes dans tout le terminal.

### Expansion et modernisation du terminal
En 2014, l'aéroport a achevé un projet de rénovation du terminal d'une valeur de 201,6 millions de dollars. Ce projet comprenait une rénovation majeure et une mise à niveau du Hall C existant de l'aéroport, qui a été démonté jusqu'à ses composants structurels et reconstruit. Le Hall B a été complètement démoli et de nouveaux halls A et B ont été construits. Les trois halls sont maintenant reliés, permettant aux passagers de marcher du Hall A au Hall C sans quitter la zone sécurisée. Le terminal principal contenant les zones de billetterie et de récupération des bagages a été complètement vidé et remodelé. De plus, des améliorations ont été apportées au parking, permettant aux passagers de se déplacer entre le terminal et le parking sous couverture et sans monter d'escaliers. Il y a maintenant un seul grand point de contrôle de sécurité avec TSA PreCheck, offrant un accès à tous les halls. De nombreuses concessions et magasins, ainsi que des bureaux des douanes et de la protection des frontières des États-Unis, ont été ajoutés. Un tout nouveau système intégré de contrôle des bagages a été installé pour gérer le contrôle des bagages enregistrés. Le nouveau terminal est censé être construit avec de nouveaux standards de construction efficaces, ce qui en fait l'un des aéroports les plus écologiques du pays. La première phase de la construction a été achevée le 26 février 2013, et l'ensemble du projet de modernisation a été achevé en 2014, culminant par une cérémonie de coupe du ruban le 7 août 2014. L'équipe du projet comprenait KPS Group et KHAFRA (Architectes & Ingénieurs), A.G. Gaston Construction (Gestion de projet), Margaret Jones Interiors, LLC et Brasfield & Gorrie et BLOC Global Services Group (Gestion de la construction),.
Le 22 mars 2013, un écran numérique de vol arrivant/départ, ajouté dans le cadre de la rénovation 2013–2014, est tombé sur une mère et ses enfants, tuant Luke Bresette, âgé de dix ans, et blessant sa mère et deux autres frères et sœurs d'Overland Park, Kansas,. En septembre 2014, la famille Bresette et les entreprises impliquées dans l'installation de l'écran ont conclu un règlement pour décès injustifié. Un relief en bronze de Luke Bresette a été installé au niveau des départs, côté ville, près du lieu de l'accident.

### Expositions d'art
Plusieurs œuvres d'art sont exposées dans le terminal et sur le site de l'aéroport. En approchant de l'aéroport le long de Messer Airport Boulevard, les voyageurs passent une série de formes triangulaires blanches tridimensionnelles placées sur des poteaux surélevés le long de l'épaule et du terre-plein central de la route, avec un pli replié au milieu pour suggérer les ailes d'oiseaux en vol ou d'avions. Dans le terminal des années 1990, il y avait plusieurs pièces d'art qui sont devenues bien connues des visiteurs fréquents de l'aéroport. Cependant, avec le projet de modernisation du terminal, la plupart de ces œuvres ont été remplacées par de nouvelles œuvres, plus modernes, et dans certains cas, technologiquement avancées. Il y a deux grandes expositions d'art uniques dans le terminal, toutes deux situées dans le Hall B. La première exposition majeure est un mur végétal vivant intitulé "Earth Wind and Water: The Landscape of Alabama". Ce mur végétal est le plus grand mur vivant dans un terminal d'aéroport aux États-Unis. Le mur mesure 30 mètres de large, 4,2 mètres de haut et contient 130 mètres carrés de surface végétalisée. La deuxième œuvre d'art majeure est un affichage électronique d'environ 15 mètres de long composé de 26 écrans LCD grand format. Les écrans contiennent des images et des clips vidéo liés pour former un mur en mouvement en constante évolution, représentant différentes "histoires" centrées sur l'histoire des Afro-Américains et les droits civiques.
Un programme artistique à l'aéroport expose des collections tournantes d'œuvres tout au long du terminal. Le programme comprend des œuvres d'artistes locaux ainsi que d'artistes venus de tout le pays. De plus, il y a une exposition tournante de Barber Motorsports au niveau inférieur près de la zone de récupération des bagages. Cette exposition présente des affichages fréquemment modifiés contenant diverses automobiles et des objets commémoratifs de courses, tels que des combinaisons de course et des volants montés provenant de célèbres voitures de course. Il y a de nombreuses petites œuvres d'art dans tout le terminal, à la fois avant et après le contrôle de sécurité. Le site Web de l'aéroport propose une liste actualisée des diverses œuvres d'art exposées.

### Commodités de l'aéroport
Il y a une gamme d'options de restauration et de shopping dans le terminal, tant avant qu'après les contrôles de sécurité,,,. L'aéroport propose un accès gratuit à Internet via Wi-Fi dans tout le terminal.
En 2014, Yahoo Travel a classé l'aéroport au 49e rang sur 72 dans une liste des « Aéroports américains importants, classés selon leur offre alimentaire et de boissons ».

## Destinations
À partir de janvier 2023, les cinq principaux marchés desservis sans escale depuis Birmingham sont Atlanta, Dallas/Fort Worth, Charlotte, Houston, et Denver. American Airlines, Delta Air Lines, Southwest Airlines, et Spirit Airlines desservent Birmingham avec des avions principaux à fuselage étroit. Les compagnies aériennes régionales assurent une grande partie des services aériens quotidiens vers Birmingham. Les avions les plus courants servant l'aéroport sont le Bombardier CRJ700 / CRJ900, l'Embraer E-175, le Boeing 717, le Boeing 737 famille, et l'Airbus A319/A320.

### Cargo
Actuellement, FedEx Express assure un service quotidien en semaine vers Memphis avec un Boeing 757-200F, ainsi qu'un ATR-72, exploité par Mountain Air Cargo. UPS Airlines assure un service quotidien en semaine vers Louisville. Le vendredi soir, au lieu d'un vol direct vers Louisville, UPS Airlines envoie un Boeing 767-300F depuis La Nouvelle-Orléans à BHM avant de continuer vers Louisville. Le samedi matin, UPS Airlines envoie un Airbus A300-600F de Louisville à Birmingham, qui continue ensuite vers Pensacola. En avril 2023, Kuehne+Nagel a commencé des vols bi-hebdomadaires depuis Stuttgart, en Allemagne vers Birmingham, principalement pour soutenir l'industrie automobile du centre de l'Alabama,. Les vols sont opérés par Atlas Air avec un Boeing 747-8F. Au lieu de retourner à Stuttgart, l'appareil se repositionne à Hong Kong, avec une escale de ravitaillement à Anchorage, en Alaska. Toujours en avril 2023, Air Atlanta Icelandic a commencé à exploiter des vols entre Liège, Belgique et BHM avec des avions Boeing 747-400F. Le vol de retour s'arrête à Atlanta avant de continuer vers Liège.

## Accidents et incidents
- Un accident fatal de type Part 121 (transporteur aérien) a eu lieu : le crash de Pennsylvania Central Airlines (un prédécesseur de United Airlines) vol 105 le 6 janvier 1946. Le DC-3 a atterri sur la piste 18 et a continué au-delà de l'extrémité de la piste, tombant dans le Village Creek. Trois membres d'équipage ont subi des blessures fatales à la suite de l'accident[56].

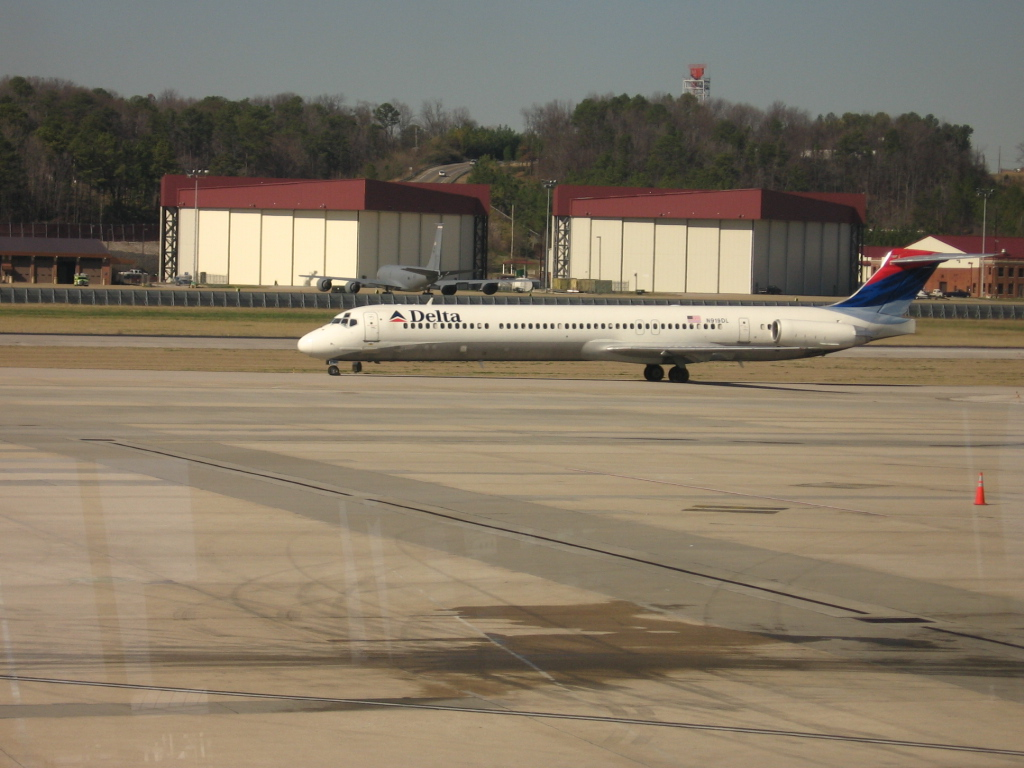
Un Delta Air Lines MD-88 circule devant les deux hangars de la 117e escadre de ravitaillement en vol de la Garde nationale aérienne des États-Unis, un KC-135 de la 117e escadre, et la caserne des pompiers de l'aéroport de Birmingham–Shuttlesworth.
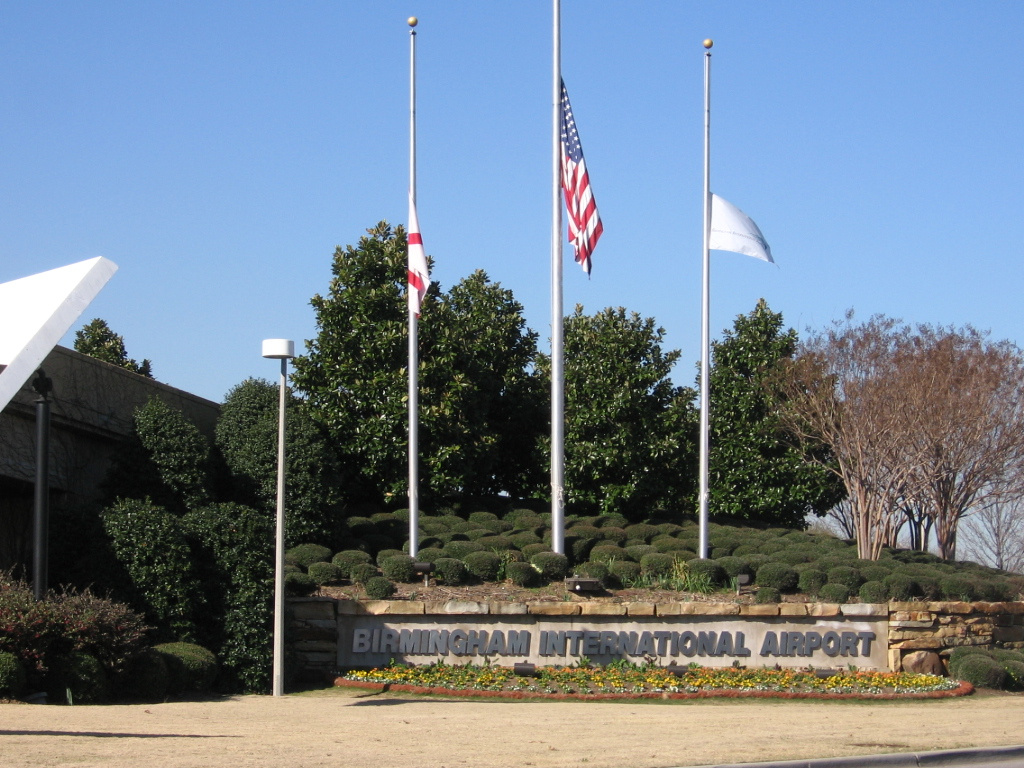
Le 10 novembre 1972, le vol 49 de Southern Airways a été détourné peu de temps après son départ de Birmingham pour Montgomery lors de son voyage multi-étapes à destination de Miami. Tous les passagers et membres d'équipage ont été libérés en toute sécurité et les pirates de l'air ont été arrêtés après un événement de deux jours, ce qui est particulièrement notable car cela a conduit à l'exigence que les passagers aériens américains soient physiquement contrôlés avant l'embarquement, à partir du 5 janvier 1973.
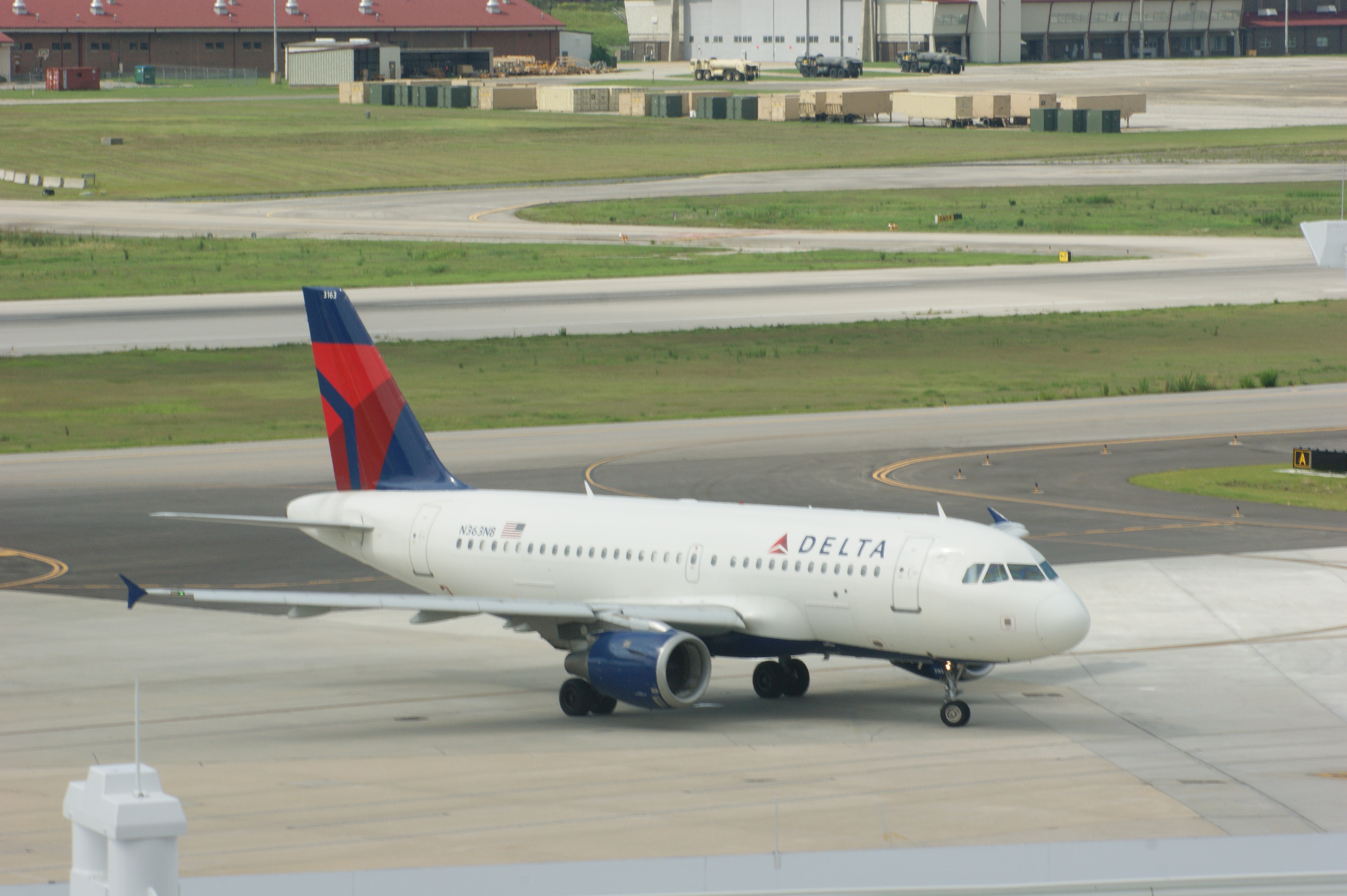
Un A319 de Delta effectuant un repoussage à BHM.

- Deux accidents de type Part 135 (Taxi aérien et Commuter) ont eu lieu depuis 1962, entraînant des décès. L'accident le plus important fut celui du vol 508 L'Express Airlines le 10 juillet 1991, avec 13 personnes tuées. Huit accidents mortels d'aviation générale se sont produits sur ou à proximité de l'aéroport de Birmingham International depuis 1962, y compris un accident au sol sur la ligne de vol[57],[58].
- Le 14 août 2013, le vol 1354 d'UPS Airlines[59], immatriculé N155UP, un Airbus A300-600, s'est écrasé dans un champ ouvert lors de l'approche de la piste 18, tuant le pilote et le copilote.

## Controverse
En septembre 2013, ExpressJet Airlines, la plus grande compagnie aérienne régionale des États-Unis à l'époque, basée à Atlanta, a demandé à ses pilotes d'éviter d'atterrir sur la piste 18, à la suite du crash du vol 1354 d'UPS à Birmingham. Un examen interne après l'accident a conclu que les avions se rapprochaient "dangereusement" des collines voisines s'ils étaient même légèrement trop bas, qu'il existe une "menace de terrain" significative et une trajectoire de descente non standard. Un expert en sécurité aérienne a déclaré que la piste est "absolument" sûre.

## Références culturelles

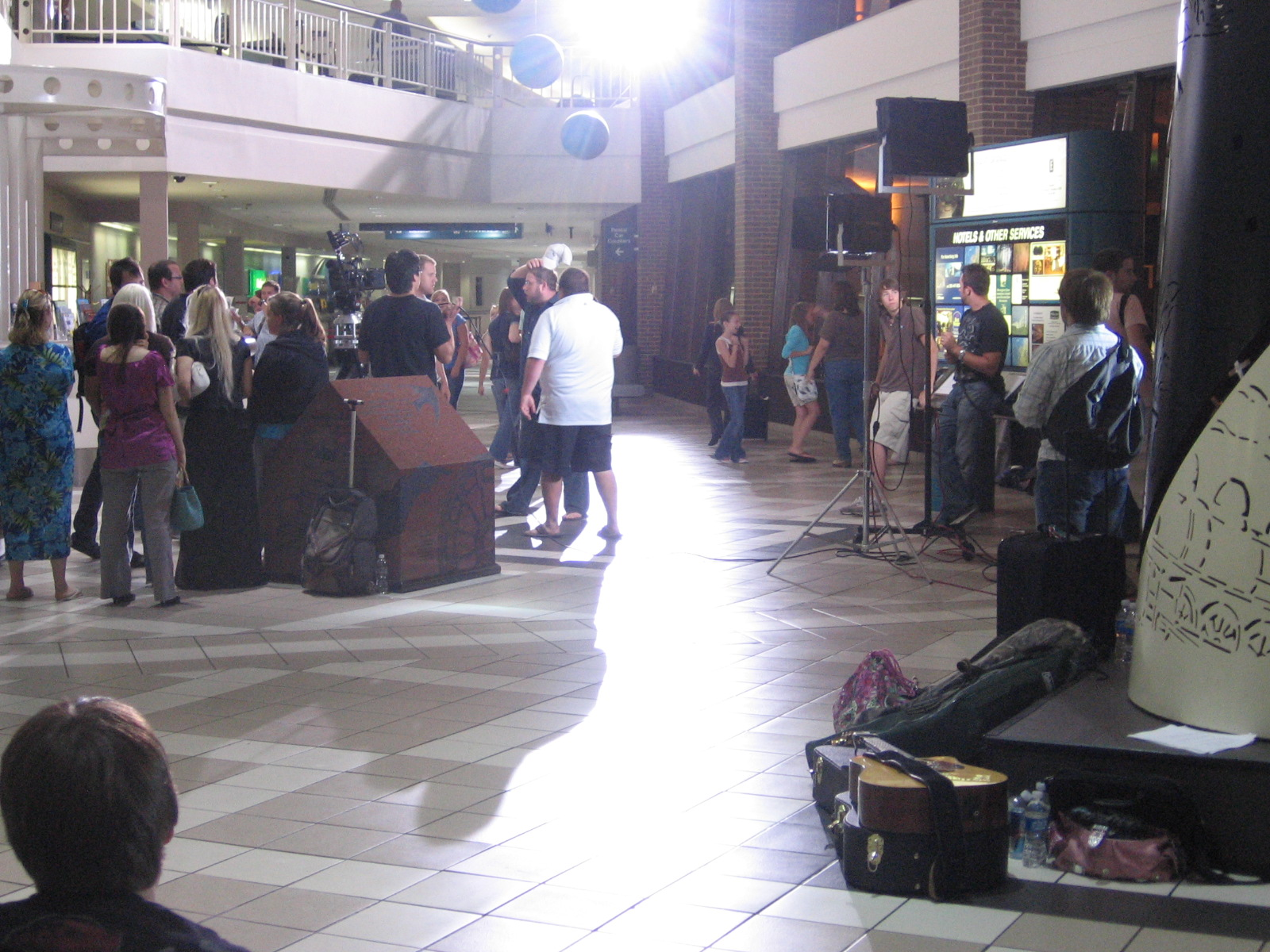
La majeure partie du tournage de la vidéo de 2008 a eu lieu dans les zones de récupération des bagages 2 et 3 du niveau inférieur du terminal principal.